# Saint-Mandé metróállomás
A Saint-Mandé egy metróállomás Franciaországban, Párizsban a párizsi metró 1-es vonalán.

## Metróvonalak
Az állomást az alábbi metróvonalak érintik:
- 1-es metróvonal

## Kapcsolódó állomások
A metróállomáshoz az alábbi állomások vannak a legközelebb:
- Porte de Vincennes (La Défense, 1-es metróvonal)
- Bérault (Château de Vincennes, 1-es metróvonal)